# Альтамонт (Іллінойс)
Альтамонт (англ. Altamont) — місто (англ. city) в США, в окрузі Еффінґгем штату Іллінойс. Населення — 2216 осіб (2020).

## Географія
Альтамонт розташований за координатами 39°3′26″ пн. ш. 88°44′51″ зх. д. / 39.05722° пн. ш. 88.74750° зх. д. (39.057160, -88.747490).  За даними Бюро перепису населення США в 2010 році місто мало площу 3,64 км², уся площа — суходіл.

## Демографія
Згідно з переписом 2010 року, у місті мешкало 2319 осіб у 925 домогосподарствах у складі 596 родин. Густота населення становила 636 осіб/км².  Було 986 помешкань (271/км²).
Расовий склад населення:
| - 99,5 % — білих - 0,1 % — корінних американців - 0,1 % — чорних або афроамериканців |

До двох чи більше рас належало 0,3 %. Частка іспаномовних становила 0,5 % від усіх жителів.
За віковим діапазоном населення розподілялося таким чином: 24,6 % — особи молодші 18 років, 56,7 % — особи у віці 18—64 років, 18,7 % — особи у віці 65 років та старші. Медіана віку мешканця становила 38,6 року. На 100 осіб жіночої статі у місті припадало 87,3 чоловіків;  на 100 жінок у віці від 18 років та старших — 79,4 чоловіків також старших 18 років.
Середній дохід на одне домашнє господарство  становив 52 117 доларів США (медіана — 39 485), а середній дохід на одну сім'ю — 60 738 доларів (медіана — 57 188). Медіана доходів становила 32 083 долари для чоловіків та 31 635 доларів для жінок. За межею бідності перебувало 14,5 % осіб, у тому числі 23,0 % дітей у віці до 18 років та 5,3 % осіб у віці 65 років та старших.
Цивільне працевлаштоване населення становило 1041 осіб. Основні галузі зайнятості: освіта, охорона здоров'я та соціальна допомога — 20,8 %, виробництво — 20,7 %, роздрібна торгівля — 18,0 %.